# Endorfobija
Endorfobija (endorfin - neuorotransmiter, poznat kao i jedan od  hormona sreće; fobija - grč. phobos - strah) je strah od osećaja sreće i zadovoljstva. Nemogućnost prepuštanju istinskom osećaju lagodnosti, ispunjenosti i bezbrižnosti. Stvara pogled na svet koji sadrži nove tajne, u kojem prošlosti pripada malo ili nikakvo mesto. Svakodnevnica u obliku svesti o dužnostima ili pokajanju, gde je čak i sećanje na radost gorko i gde sećanje na uživanje izaziva bol. Predstavlja srodnost sa depresijom i anksioznošću.

## Spoljašnje veze
- Hormoni sreće - Serotonin i Endorfin Архивирано на веб-сајту  (5. март 2013)